# Terebella punctata
Terebella punctata är en ringmaskart som beskrevs av Hessle 1917. Terebella punctata ingår i släktet Terebella och familjen Terebellidae. Inga underarter finns listade i Catalogue of Life.